# 日本橋小伝馬町
日本橋小伝馬町（にほんばしこでんまちょう）は、東京都中央区の町名。丁目の設定のない単独町名である。住居表示実施済区域。

## 概要
日本橋地域の北側に位置し、千代田区（岩本町、東神田）との区境にあたる。東西を横断する国道6号（江戸通り）を跨いだ市街地である。オフィスと衣料品や服飾雑貨を中心とする街並みに、少数ながら小物問屋が入り混じる。
奥州街道の表通りの商業地として栄えた日本橋大伝馬町に対して、江戸の中心地でありながら複数の社寺や牢屋が設置された裏通り特有の街並みを形成したのが日本橋小伝馬町である。現代のような発展を見せたのは、奥州街道のバイパス道路にあたる江戸通り（旧本町通り）の開通や地下鉄日比谷線の開業によりもたらされた。
ほぼ中央付近にある小伝馬町交差点に、地下鉄日比谷線の小伝馬町駅が立地し、江戸通りの地下には総武快速線が通る（最寄り駅は近隣の新日本橋駅・馬喰町駅）。過去には、小伝馬町交差点・小伝馬町駅付近に、都電の小伝馬町電停が立地していた。交差点名に旧町名の「小伝馬町三丁目」の名残が残っている。日本橋兜町に所在する中央警察署および日本橋消防署の管轄区域に当たる。
中央区が定める正式な英語ローマ字表記は Nihonbashi-kodemmacho である。

## 歴史
江戸時代には旅人宿の多い賑わった町で、繊維問屋や金物問屋も多く連なっていた。かつては江戸幕府が設置した牢屋敷、伝馬町牢屋敷があった所として知られる。

### 地名の由来
名主・宮辺又四郎が伝馬役を司ったことに由来する。

### 史跡
- 伝馬町牢屋敷
- 石町時の鐘
- 中央区立十思小学校跡

## 世帯数と人口
2023年（令和5年）1月1日現在（中央区発表）の世帯数と人口は以下の通りである。
- 世帯数 : 662世帯
- 人口 : 1,080人

### 人口の変遷
国勢調査による人口の推移。
| 年                 | 人口  |
| ------------------ | ----- |
| 1995年（平成7年）  | 408   |
| 2000年（平成12年） | 341   |
| 2005年（平成17年） | 469   |
| 2010年（平成22年） | 670   |
| 2015年（平成27年） | 917   |
| 2020年（令和2年）  | 1,050 |

### 世帯数の変遷
国勢調査による世帯数の推移。
| 年                 | 世帯数 |
| ------------------ | ------ |
| 1995年（平成7年）  | 156    |
| 2000年（平成12年） | 137    |
| 2005年（平成17年） | 258    |
| 2010年（平成22年） | 395    |
| 2015年（平成27年） | 516    |
| 2020年（令和2年）  | 601    |

## 学区
区立小・中学校に通う場合、学区は以下の通りとなる（2025年4月現在）。
- 区域 : 全域
  - 小学校 : 中央区立日本橋小学校
  - 中学校 : 中央区立日本橋中学校

## 交通

### 鉄道

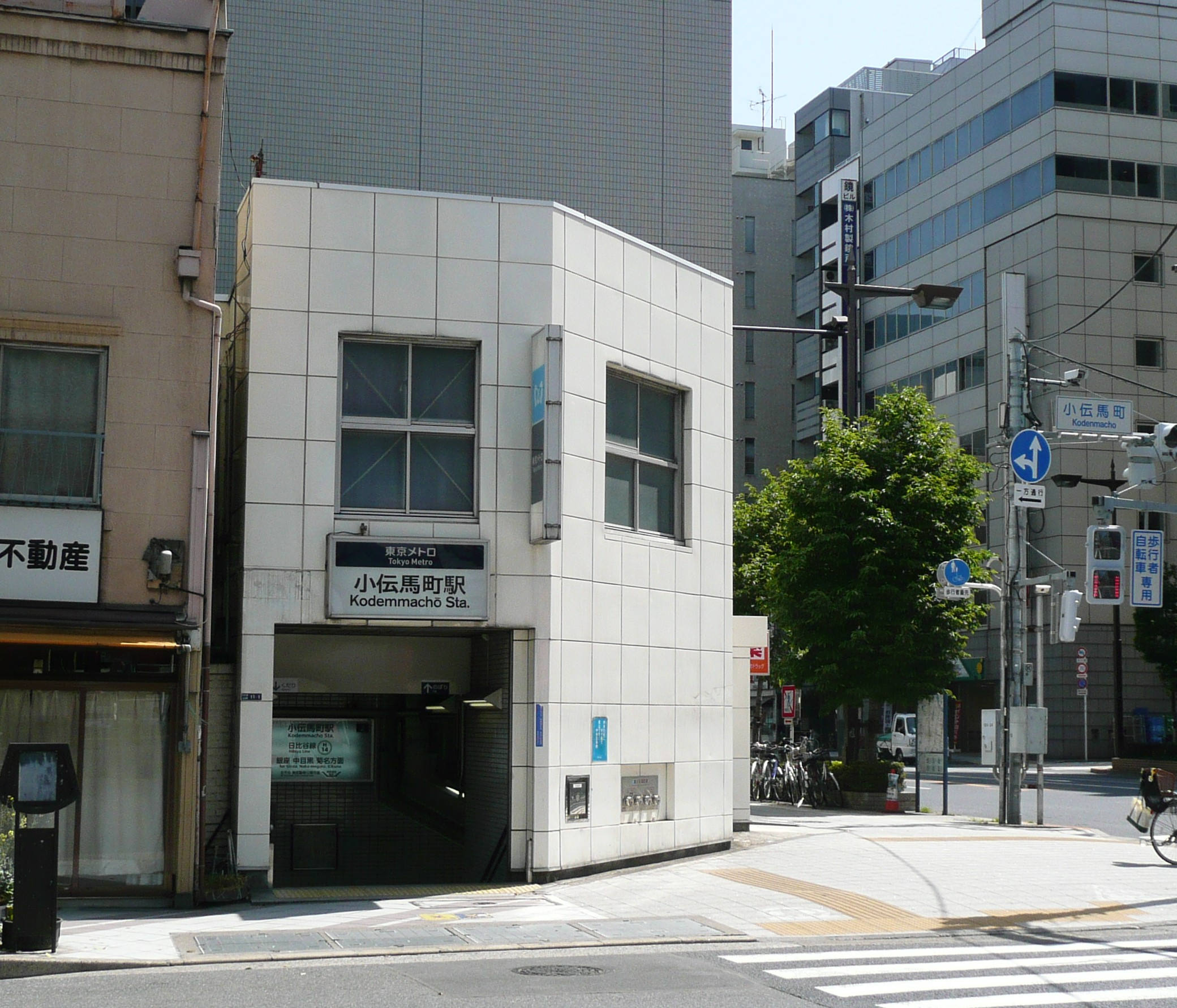
小伝馬町駅2番出入口

- 東京地下鉄日比谷線 ○小伝馬町駅

### バス
- 都営バス秋26系統 小伝馬町（秋葉原駅前行）
- 都営バス東42甲 小伝馬町

### 道路
- 国道6号（江戸通り）

## 事業所
2021年（令和3年）現在の経済センサス調査による事業所数と従業員数は以下の通りである。
| 町丁           | 事業所数  | 従業員数 |
| -------------- | --------- | -------- |
| 日本橋小伝馬町 | 654事業所 | 10,037人 |

### 事業者数の変遷
経済センサスによる事業所数の推移。
| 年                 | 事業者数 |
| ------------------ | -------- |
| 2016年（平成28年） | 699      |
| 2021年（令和3年）  | 654      |

### 従業員数の変遷
経済センサスによる従業員数の推移。
| 年                 | 従業員数 |
| ------------------ | -------- |
| 2016年（平成28年） | 11,083   |
| 2021年（令和3年）  | 10,037   |

## 施設
- 十思スクエア - 十思小学校跡に設立

1階：日本橋おとしより相談センター、中央区十思デイルーム、医師会立中央区訪問看護ステーション、十思コミュニティルーム
2階：協働ステーション中央
3階：中央区立十思保育園
- 小伝馬町郵便局
- 十思公園
- 龍閑児童遊園
- 千代田神社

## その他

### 日本郵便
- 郵便番号 : 103-0001[3]（集配局 : にほんばし蔵前郵便局[16]）。